# Intervisie
Intervisie is een georganiseerd gesprek tussen vakgenoten of professionals. Onderwerp van gesprek is een door een van hen ingebrachte casus over het werk vergezeld door een intervisievraag. Het is een korte beschrijving van een situatie waarin de casusinbrenger zelf een actieve rol heeft en die hij ervaart als een puzzel. Met de intervisievraag wordt bepaald wat hij wil onderzoeken. Het doel van de bijeenkomst is om (in-)zicht te krijgen hoe in deze casus te handelen.  
Het belangrijkste kenmerk van intervisie is dat er geen oplossingen of adviezen worden gegeven, maar dat de deelnemers vragen stellen die helpen bij het onderzoeken van de casus. Anders dan bij supervisie is er geen hiërarchische situatie waarin iemand de leiding heeft. Een facilitator begeleidt de bijeenkomst en gebruikt een intervisiemethode. 
Aan het einde van de intervisiebijeenkomst wordt door alle deelnemers gereflecteerd op de inhoud van de casus. Wat haalt ieder uit deze intervisie en wat wil hij er mee gaan doen? Hierdoor wordt de deskundigheid van de betrokkenen vergroot en de kwaliteit van het werk verbeterd. 
Intervisie vindt ook online plaats, waarbij deelnemers op verschillende plaatsen zijn.